# Moschea Kokonozi
La Moschea Kokonozi (in albanese Xhamia e Mahmut Agë Kokonozit) è una moschea di Tirana.
È una moschea di epoca ottomana costruita nel 1775 da Muhamed Agë Kokonozi, da cui prese il nome, e successivamente ricostruita negli anni 30 per ripristinare il suo disegno originale che si era perso nel tempo.
Si trova nella parte orientale della città di Tirana, nei pressi del mercato Pazari i Ri, ed è una delle poche sopravvissute alla dittatura comunista del regime di Enver Hoxha.
Nel 1966 la Moschea Kokonozi venne chiusa e trasformata in un magazzino alimentare e successivamente venne utilizzata come negozio di tabacchi. A seguito della caduta del comunismo in Albania, il 18 febbraio 1991 è stata riaperta al culto.